# Markaryds kommunala realskola
Markaryds kommunala realskola var en kommunal realskola i Markaryd verksam från 1958 till omkring 1968.

## Historia
Skolan fanns från 1958 som kommunal realskola
Realexamen gavs från 1962 till omkring 1968